# Lebedîn
Lebedîn (în ucraineană Лебедин) este oraș regional în regiunea Sumî, Ucraina. Deși subordonat direct regiunii, orașul este și reședința raionului Lebedîn. În afara localității principale, mai cuprinde și satele Kudanivka, Oleksenkove și Tokari.

## Demografie
Componența lingvistică a orașului Lebedîn
     Ucraineană (93,3%)
     Rusă (6,46%)
     Alte limbi (0,11%)
Conform recensământului din 2001, majoritatea populației orașului Lebedîn era vorbitoare de ucraineană (93,3%), existând în minoritate și vorbitori de rusă (6,46%).